# Степновское сельское поселение (Крым)
Степновское се́льское поселе́ние (укр. Степнівське сільське поселення, крымскотат. Муний кой юрту, Muniy köy yurtu) — муниципальное образование в составе Первомайского района Республики Крым России.

## География
Поселение расположено на западе центральной части района, в степном Крыму, на севере выходя к Раздольненскому району. Граничит на юго-западе с Алексеевским, на юге с Сарыбашским и на востоке с Гришинским сельскими поселениями (согласно административному делению Украины — с соответствующими сельсоветами).
Площадь поселения 149,34 км².
Основная транспортная магистраль: автодорога 35Н-405 от шоссе Красноперекопск — Симферополь до Кормового (по украинской классификации — С-0-11020).

## Население
| 2001  | 2014  | 2015  | 2016  | 2017  | 2018  | 2019  |
| ----- | ----- | ----- | ----- | ----- | ----- | ----- |
| 2396  | ↘1632 | ↗1636 | ↘1612 | ↘1597 | ↘1583 | ↘1557 |
| 2020  | 2021  |       |       |       |       |       |
| ↘1526 | ↗1564 |       |       |       |       |       |

## Состав сельского поселения
Поселение включает 2 населённых пункта:
| № | Населённый пункт | Тип населённого пункта | Население на 2014 год |
| - | ---------------- | ---------------------- | --------------------- |
| 1 | Степное          | село, центр            | ↘1461                 |
| 2 | Крыловка         | село                   | ↘171                  |

## История
Между 1974 годом, когда он ещё не существовал и 1977 годом, когда уже записан в справочнике «Крымская область. Административно-территориальное деление на 1 января 1977 года», был образован Степновский сельсовет. С 12 февраля 1991 года сельсовет в восстановленной Крымской АССР, 26 февраля 1992 года переименованной в Автономную Республику Крым. По Всеукраинской переписи 2001 года население совета составило 2396 человек. С 21 марта 2014 года в составе Крыма аннексировано Россией. Законом «Об установлении границ муниципальных образований и статусе муниципальных образований в Республике Крым» от 4 июня 2014 года территория административной единицы была объявлена муниципальным образованием со статусом сельского поселения.